# Paf Open
Paf Open var en deltävling på beachvolleybollens världstour, Swatch FIVB World Tour, och arrangerades årligen i augusti i Mariehamn på Åland. Sommaren 2012 arrangeras Paf Open för femte och sista gången.